# سورة الفرقان

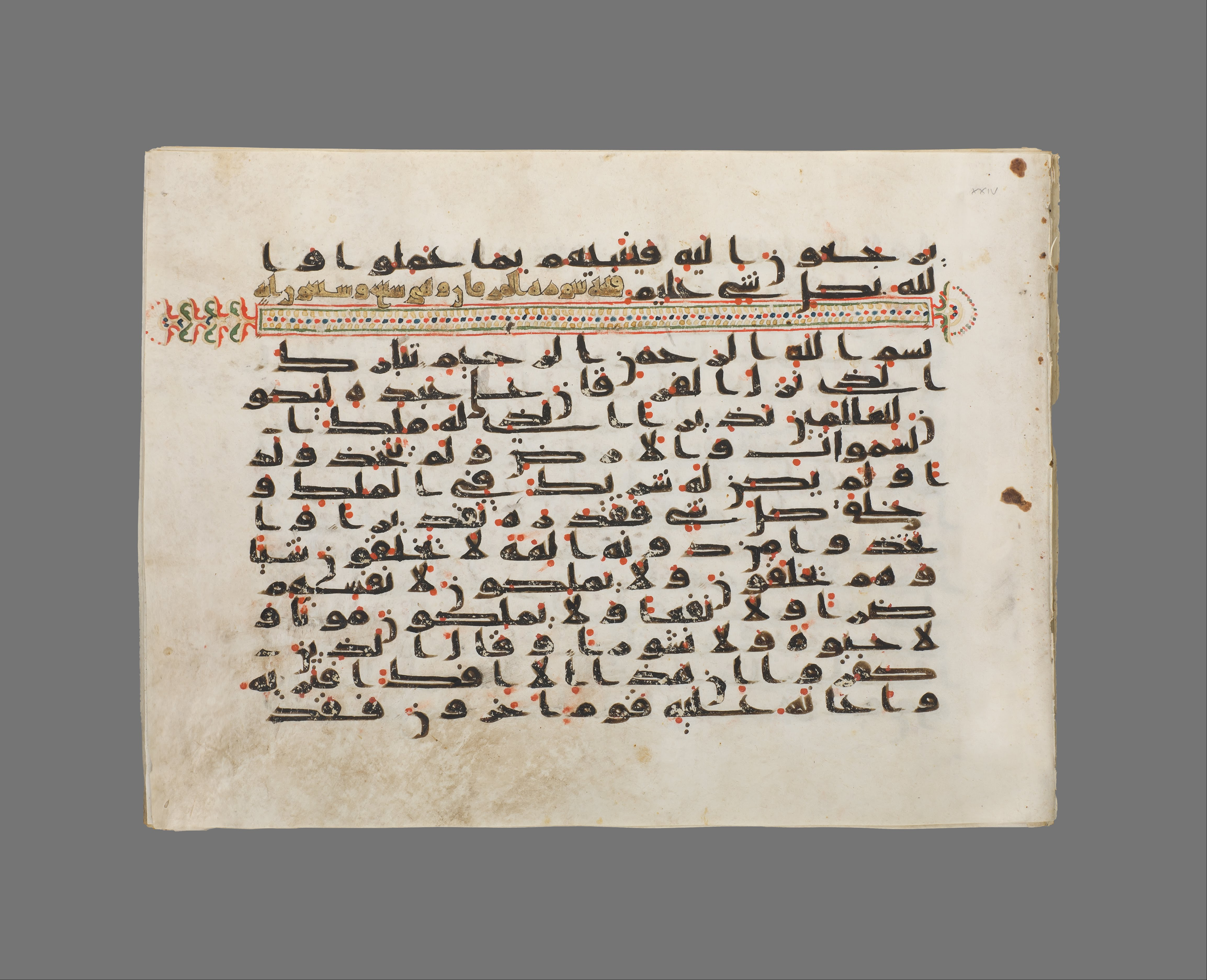
بداية سورة الفرقان في مخطوطة ترجع للقرن الثامن الميلادي

سورة الفرقان سورة مكية، ماعدا الآيات 68: 70 فمدنية، من المثاني، ولا يوجد لها أسماء ثانية، آياتها 77 باتفاق أهل العدد،، وترتيبها في المصحف 25، في الجزء التاسع عشر، نزلت بعد سورة يس، وبها سجدة تلاوة في الآية 60، سُميت بـ: الفرقان في عهد النبي ﷺ، ولا يعرف لها اسمٌ غيره، والفرقان من أسماء القرآن، ووجه التسمية أن فيها من إعجاز القرآن ما تقوم به الحجة على التفرقة بين الحق والباطل، وأهم موضوعاتها؛ أنها ابتدأت بالحديث عن القرآن الذي تفنن المشركون بالطعن فيه، والتشكيك في آياته، وأهم مقاصدها، إثبات النبوة والوحدانية، وإثبات البعث والنشور.

## التعريف بالسورة وسبب تسميتها

### سبب التسمية
سميت هذه السورة «سورة الفرقان» في عهد النبي ﷺ، وَبِمَسْمَعٍ مِنْهُ، ففي صحيح البخاري عن عمر بن الخطاب أنه قال: «سمعت هشام بن حكيم بن حزام يقرأ سورة الفرقان في حياة رسول الله، فاستمعت لقراءته، فإذا هو يقرأ على حروف كثيرة لم يقرئنيها رسول الله، فكدت أساوره في الصلاة، فتصبرت حتى سلم، فلببَّته بردائه فانطلقت به أقوده إلى رسول الله، فقلت: إني سمعت هذا يقرأ سورة الفرقان على حروف لم تقرئنيها.. الحديث»، والفرقان اسم من أسماء القرآن، سمي به لتفريقه بين الحق والباطل والخير والشر، والكفر والإيمان.
"ولا يعرف لهذه السورة اسم غير هذا، والمؤدبون من أهل تونس يسمونها «تبارك الفرقان» كما يسمون «سورة الملك» تبارك، وتبارك الملك، ووجه تسميتها «سورة الفرقان» لوقوع لفظ الفرقان فيها، ثلاث مرات في أولها ووسطها وآخرها، وبدأت السورة بقول الله﴿تَبَارَكَ الَّذِي نَزَّلَ الْفُرْقَانَ عَلَى عَبْدِهِ لِيَكُونَ لِلْعَالَمِينَ نَذِيرًا ۝١﴾، وهناك سورتان فقط بدأت بـ تبارك هي «الفرقان» و«الملك».

### معنى الفرقان
معنى كلمة الفرقان: "هو مصدر من يُفرق بين الشيئين إذا فصل بينهما، ويسمى به القرآن لفصله بين الحق والباطل، "وقد سُمي القرآن فرقاناً لأنه يُميز بين الهدى والضلال والحلال والحرام، وبين المسلم والكافر.

## عدد آيات السورة وكلماتها وحروفها
عدد الآيات: سورة الفرقان (سبع وسبعون آية) في جميع العدد، ليس فيها اختلاف، وفيها مما يشبه الفواصل وليس معدوداً بإجماع سبعة مواضع: {وهم يخلقون}، {قوم آخَرُونَ}، {أساطير الْأَوَّلين} {مَا يشاؤون}، {خَالِدين}، {الَّتِي وعد المتقون}، {فِي السَّمَاء بروجا}.
كلماتها: (ثمانمائة واثنتان وتسعون كلمة)
حروفها: (ثَلَاث آلَاف وَسبع مئة وَثَلَاثَة وَثَمَانُونَ حرفاً).

## مكان نزول السورة وترتيبها وسبب نزولها

### مكان نزول السورة
كلها مكية في قول الجمهور، وقال ابن عباس وقتادة: إلا ثلاث آيات منها نزلت بالمدينة، وهي: ﴿وَالَّذِينَ لَا يَدْعُونَ مَعَ اللَّهِ إِلَهًا آخَرَ وَلَا يَقْتُلُونَ النَّفْسَ الَّتِي حَرَّمَ اللَّهُ إِلَّا بِالْحَقِّ وَلَا يَزْنُونَ وَمَنْ يَفْعَلْ ذَلِكَ يَلْقَ أَثَامًا ۝٦٨ يُضَاعَفْ لَهُ الْعَذَابُ يَوْمَ الْقِيَامَةِ وَيَخْلُدْ فِيهِ مُهَانًا ۝٦٩ إِلَّا مَنْ تَابَ وَآمَنَ وَعَمِلَ عَمَلًا صَالِحًا فَأُولَئِكَ يُبَدِّلُ اللَّهُ سَيِّئَاتِهِمْ حَسَنَاتٍ وَكَانَ اللَّهُ غَفُورًا رَحِيمًا ۝٧٠﴾ [الفرقان:68–70]، وقال الضحاك: هي مدنية، وفيها آيات مكية، قوله:" والذين لا يدعون مع الله إلها آخر" الآيات".

### ترتيب السورة
هي السورة (الثانية والأربعون) في ترتيب النزول، نزلت بعد سورة يس، ونزلت سورة يس بعد سورة الجن، وكان نزول سورة الجن في رجوع النبي ﷺ من الطائف، وكان قد سافر إليها في السنة العاشرة من بعثته، فيكون نزول سورة الفرقان في السنة نفسها، وتكون من السّور التي نزلت بين الهجرة إلى الحبشة وبين الإسراء، وهي السورة (الخامسة والعشرون) في ترتيب المصحف.

### سبب نزول السورة وبعض آياتها
هذه السورة المكية تبدو كلها وكأنها نزلت إيناس لرسول الله ﷺ وتسرية، وتطمين له وتقوية وهو يواجه مشركي قريش، وعنادهم له، وتطاولهم عليه، وتعنتهم معه، وجدالهم بالباطل، ووقوفهم في وجه الهدي وصدهم عنه، فهي في لمحة منها تصور الإيناس اللطيف الذي يحيط به الله عبده ورسوله وكأنما يمسح على آلامه ومتاعبه مسحا رفيقا ويهدهد قلبه، ويفيض عليه من الثقة والطمأنينة، وينسم عليه من أنسام الرعاية واللطف والمودة.
وهي في اللمحة الأخرى تصور المعركة العنيفة مع البشرية الضالة الجاحدة المشاقة لله ورسوله، وهي تجادل في عنف، وتشرد في جموح، وتتطاول في قحة، وتتعنت في عناد، وتجنح عن الهدى الواضح الناطق المبين.
سبب نزول الآية (27): ﴿وَيَوْمَ يَعَضُّ الظَّالِمُ عَلَى يَدَيْهِ يَقُولُ يَا لَيْتَنِي اتَّخَذْتُ مَعَ الرَّسُولِ سَبِيلًا ۝٢٧﴾ [الفرقان:27]، عن ابن عباس: «أن عقبة بن أبي معيط وابن أبي خلف كانا خدنين خليلين، وكان عقبة لا يقدم من سفر إلا صنع طعاما ودعا إليه أشراف قومه، وكان عقبة يكثر مجالسة النبي ﷺ، فقدم من سفره ذات يوم فصنع طعاما ودعا إليه أشراف قريش ودعا رسول الله إلى طعامه، فأبى رسول الله ﷺ أن يحضر طعامه إلا إذا أسلم، وكره عقبة أن يتأخر عن طعامه أحد من أشراف قريش فنطق بالشهادتين فأتاه رسول الله وأكل من طعامه، وكان أبي بن خلف غائبا، فلما حضر وأخبر بقصة عقبة قال له: صبأت يا عقبة ؟ فقال والله ما صبأت ولكن رأيت عظيما ألا يحضر طعامي رجل من أشراف قريش، وقد أبى أن يحضر حتى أشهد له فشهدت له وطعم، فقال له أبي: وجهي من وجهك حرام إن تابعت محمدا، وما أنا بالذي أرضى عنك أبدا، إلا أن تأتيه وتبزق في وجهه وتطأ عنقه وتشتمه وتقول له كذا وكذا، ففعل عدو الله كل ما أمره به خليله، فأنزل الله الآية فالظالم في الآية عقبة بن أبي معيط، والخليل أبي بن خلف، وقتل عقبة يوم بدر، وأبي يوم أحد». أخرجه أبو نعيم وابن مردويه.
أسباب نزول الآية 68: ﴿وَالَّذِينَ لَا يَدْعُونَ مَعَ اللَّهِ إِلَهًا آخَرَ وَلَا يَقْتُلُونَ النَّفْسَ الَّتِي حَرَّمَ اللَّهُ إِلَّا بِالْحَقِّ وَلَا يَزْنُونَ وَمَنْ يَفْعَلْ ذَلِكَ يَلْقَ أَثَامًا ۝٦٨﴾ [الفرقان:68] عن ابن مسعود قال: «سألت النبي ﷺ، أي الذنب أعظم ؟ قال أن تجعل لله ندا وهو خلقك قلت ثم أي ؟ قال أن تقتل ولدك مخافة أن يطعم معك، قلت ثم أي ؟ قال أن تزاني حليلة جارك. فأنزل الله تصديق ذلك ﴿والذين لا يدعون﴾ [الفرقان:68] … الآيات». رواه الشيخان.
وعن ابن عباس: «أن ناسا من أهل الشرك قتلوا فأكثروا، ثم زنوا فأكثروا، ثم أتو محمدا ﷺ فقالوا: إن الذي تقول وتدعو إليه لحسن، لو تخبرنا أن لما عملنا كفارة. فنزلت الآيات إلى ﴿رحيمًا﴾ ونزل ﴿قل يا عبادي الذين أسرفوا﴾ [الزمر:53] …». أخرجه الشيخان.

## خصائص سورة الفرقان
1. أنها السورة الوحيدة التي سُميت باسم من أسماء القرآن، حيث أن الفرقان هو اسم من أسماء القرآن، لأنه يفرق بين الحق والباطل، والخير والشر، والكفر والإيمان.[5]
2. ورود اسم السورة في ثلاثة مواضع منها، في بداية السورة وفي أوسطها وفي آخرها.[2]
3. تتميز سورة الفرقان عن غيرها بافتتاحيتها، فإنها وسورة الملك السورتان الوحيدتان اللتان افتُتِحتا بقوله تعالى: {تبارك}، كما تميزت سورة الفرقان بمحورها الرئيس وموضوعها الذي تعالجه، فسورة الفرقان تبدو كلها وكأنها إيناس للرسول ﷺ وتطمين له وتقوية وهو يواجه مشركي مكة وعنادهم وتطاولهم عليه وتعنتهم معه، وجدالهم بالباطل ووقوفهم في وجه الهدى وصدهم عنه.[5]
4. تميزت سورة الفرقان عن غيرها باسمها التوقيفي، انها سُميت بهذا الاسم في عهد النبي ﷺ، وبمسمع منه، ولا يُعرف لها اسمٌ غير هذا الاسم.[3]
5. أنها ابتدأت بالحديث عن القرآن الذي تفنن المشركون بالطعن فيه، والتشكيك في آياته بوصفه أنه من أساطير الأولين تارة، وأخرى بزعمهم أنه من اختلاق النبي ﷺ وقد أعانه قوم أخرون، وثالثة أنه سحر مبين، إلى غير ذلك من تلك الافتراءات الباطلة التي اختصت السورة بدحضها وإقامة الحجة على أصحابها، والبرهان على أنه تنزيل من رب العالمين.[7]

## فضل سورة الفرقان
أسمى فضائلها أنَّها سُميت باسمٍ من أسماء القرآن، لتدلّ على تفريق القرآن الكريم بين الحق والباطل.
ليس هناك في الأحاديث الصحيحة الواردة عن رسول الله ﷺ حديث عن فضل سورة الفرقان إلا ما جاء في بعض المواقف منها الخلاف بين الصحابة حول قراءة آيات السورة الكريمة، وما جاء عن الرسول أنَّ القرآن نزل على سبعة أحرف، أي سبع قراءات: ففي صحيح البخاري عن عمر بن الخطاب أنه قال:«سَمِعْتُ هِشَامَ بنَ حَكِيمِ بنِ حِزَامٍ، يَقْرَأُ سُورَةَ الفُرْقَانِ في حَيَاةِ رَسولِ اللَّهِ صلى الله عليه وسلم، فَاسْتَمَعْتُ لِقِرَاءَتِهِ، فَإِذَا هو يَقْرَأُ علَى حُرُوفٍ كَثِيرَةٍ، لَمْ يُقْرِئْنِيهَا رَسولُ اللَّهِ صلى الله عليه وسلم، فَكِدْتُ أُسَاوِرُهُ في الصَّلَاةِ، فَتَصَبَّرْتُ حتَّى سَلَّمَ، فَلَبَّبْتُهُ برِدَائِهِ، فَقُلتُ: مَن أقْرَأَكَ هذِه السُّورَةَ الَّتي سَمِعْتُكَ تَقْرَأُ؟ قالَ: أقْرَأَنِيهَا رَسولُ اللَّهِ صلى الله عليه وسلم، فَقُلتُ: كَذَبْتَ، فإنَّ رَسولَ اللَّهِ صلى الله عليه وسلم قدْ أقْرَأَنِيهَا علَى غيرِ ما قَرَأْتَ، فَانْطَلَقْتُ به أقُودُهُ إلى رَسولِ اللَّهِ صلى الله عليه وسلم، فَقُلتُ: إنِّي سَمِعْتُ هذا يَقْرَأُ بسُورَةِ الفُرْقَانِ علَى حُرُوفٍ لَمْ تُقْرِئْنِيهَا، فَقالَ رَسولُ اللَّهِ صلى الله عليه وسلم: أرْسِلْهُ، اقْرَأْ يا هِشَامُ فَقَرَأَ عليه القِرَاءَةَ الَّتي سَمِعْتُهُ يَقْرَأُ، فَقالَ رَسولُ اللَّهِ صلى الله عليه وسلم: كَذلكَ أُنْزِلَتْ، ثُمَّ قالَ: اقْرَأْ يا عُمَرُ فَقَرَأْتُ القِرَاءَةَ الَّتي أقْرَأَنِي، فَقالَ رَسولُ اللَّهِ صلى الله عليه وسلم: كَذلكَ أُنْزِلَتْ إنَّ هذا القُرْآنَ أُنْزِلَ علَى سَبْعَةِ أحْرُفٍ، فَاقْرَؤُوا ما تَيَسَّرَ منه».
وأمَّا ما يتناقله الناس من فضائل سورة الفرقان بأنَّ في قراءة بعض آياتها رقية شرعيَّة لعلاج أمراض تصيب الجلد فهو بدعة لا أصل لها، وليست من اتباع السنة النبويَّة في شيء.

## مناسبة السورة لموضوعها وما قبلها وبعدها

### مناسبتها السورة لموضوعها
ولما كان تكرار الإنذار - الذي هو مقصود السورة - أنفع، وتفريقه في أوقات متراسلة أصدع للقلوب وأردع، وكان إيضاح المشكلات، في الفرق بين الملتبسات، أعون بما يكون علة، عبر بما يدل على الفرق وقدمه فقال: {نزل الفرقان} أي الكتاب الذي نزل إلى سماء الدنيا فكان كتاباً، ثم نزل مفرقاً بحسب المصالح، فسمي لذلك فرقاناً، ولأنه الفارق بين ملتبس، فلا يدع خفاء إلا بينه، ولاحقاً إلا أثبته، ولا باطلاً إلا نفاه ومحقه، فيه انتظام الحياة الأولى والأخرى، فكان قاطعاً على علم منزله.

### مناسبتها السورة لما قبلها
1. إنه سبحانه لما اختتم السورة السابقة بكونه مالكاً لما في السماوات والأرض مصرّفا له على ما تقتضيه الحكمة والمصلحة مع النظام البديع والوضع الأنيق، وأنه سيحاسب عباده يوم القيامة على ما قدموا من العمل خيراً كان أو شراً؛ افتتح هذه بما يدل على تعاليه في ذاته وصفاته وأفعاله وعلى حبه لخير عباده بإنزال القرآن لهم هادياً وسراجاً منيراً.[19]
2. لما تضمنت سورة النور القول في الإلهيات، وأبانت ثلاثة أنواع من دلائل التوحيد: أحوال السماء والأرض، والآثار العلوية من إنزال المطر وكيفية تكون الثلج والبرد، وأحوال الحيوانات، ذكر في سورة الفرقان جملة من المخلوقات الدالة على توحيد الله، كمدّ الظل، والليل والنهار، والرياح والماء، والأنعام، والأناسي، ومرج البحرين، وخلق الإنسان والنسب والصهر، وخلق السموات والأرض في ستة أيام، والاستواء على العرش، وبروج السماء، والسراج والقمر ونحو ذلك مما هو تفصيل لقوله سبحانه: ﴿الَّذِي لَهُ مُلْكُ السَّمَاوَاتِ وَالْأَرْضِ﴾ [الفرقان:2].[20]
3. سورة الفرقان فصَلت وفسَّرت ما جاء مجملاً في سورة النور.[21]
4. اختتم سورة النور بوجوب متابعة المؤمنين للرسول ﷺ مع مدحهم على ذلك وتحذيرهم من مخالفة أمره خوف الفتنة والعذاب الأليم، وافتتح هذه بمدح الرسول وإنزال الكتاب عليه لإرشادهم إلى سبيل الرشاد، وذمّ الجاحدين لنبوته بقولهم: إنه رجل مسحور، وإنه يأكل الطعام ويمشي في الأسواق إلى آخر ما قالوا.[19]
5. وفي كلتا السورتين وصف أعمال الكافرين والمنافقين يوم القيامة وأنها تكون مهدرة باطلة، فقال في النور:﴿وَالَّذِينَ كَفَرُوا أَعْمَالُهُمْ كَسَرَابٍ بِقِيعَةٍ﴾ [النور:39] وقال في الفرقان: ﴿وَقَدِمْنَا إِلَى مَا عَمِلُوا مِنْ عَمَلٍ فَجَعَلْنَاهُ هَبَاءً مَنْثُورًا ۝٢٣﴾ [الفرقان:23].[20]
6. لما تضمنت سورة النور بيان كثير من الأحكام كحكم الزنى، ورمي الزوجات به، والقذف، والاستئذان، والحجاب، وإسعاف الفقير، والكتابة، وغير ذلك، والكشف عن مغيبات، من تغاير حالات، تبين بمعرفتها والاطلاع عليها الخبيث من الطيب، كاطلاعه سبحانه نبيه والمؤمنين على ما تقوله أهل الإفك، وبيان سوء حالهم، واضمحلال محالهم، في قصة المنافقين في إظهارهم ضد ما يضمرون؛ ثم كريم وعده للخلفاء الراشدين ﴿وَعَدَ اللَّهُ الَّذِينَ آمَنُوا وَعَمِلُوا الصَّالِحَاتِ لَهُمْ مَغْفِرَةٌ وَأَجْرٌ عَظِيمٌ ۝٩﴾ [المائدة:9]، ثم ما فضح به تعالى منافقي الخندق ﴿قَدْ يَعْلَمُ اللَّهُ الَّذِينَ يَتَسَلَّلُونَ مِنْكُمْ لِوَاذًا﴾ [النور:63]، إلى آخر الآية، فكان مجموع هذا فرقاناً يعتضد به الإيمان، ولا ينكره مقر بالرحمن، يشهد لرسول الله ﷺ بصحة رسالته، ويوضح مضمن قوله تعالى:﴿لَا تَجْعَلُوا دُعَاءَ الرَّسُولِ بَيْنَكُمْ﴾ [النور:63]، من عظيم قدره ﷺ وعليّ جلالته، أتبعه سبحانه بقوله ﴿تَبَارَكَ الَّذِي نَزَّلَ الْفُرْقَانَ عَلَى عَبْدِهِ﴾ [الفرقان:1]، وهو القرآن الفارق بين الحق والباطل، والمطلع على ما أخفاه المنافقون وأبطنوه من المكر والكفر﴿لِيَكُونَ لِلْعَالَمِينَ نَذِيرًا﴾ [الفرقان:1]، فيحذرهم من مرتكبات المنافقين والتشبه بهم؛ ثم تناسج الكلام، والتحم جليل المعهود من ذلك النظام، وتضمنت هذه السورة من النعي على الكفار والتعريف ببهتهم وسوء مرتكبهم ما لم يتضمن كثير من نظائرها.[18]
7. وصف النشأة الأولى للإنسان في السورتين (النور والفرقان)، فقال في النور:﴿وَاللَّهُ خَلَقَ كُلَّ دَابَّةٍ مِنْ مَاءٍ﴾ [النور:45] وفى الفرقان:﴿وَهُوَ الَّذِي خَلَقَ مِنَ الْمَاءِ بَشَرًا فَجَعَلَهُ نَسَبًا وَصِهْرًا﴾ [الفرقان:54].[19]

### مناسبة السورة لما بعدها
1. لما كان قد قدم في سورة الفرقان أنه عم برسالته جميع الخلائق، وختم بالإنذار على تكذيبهم في تخلفهم، مع إزاحة جميع العلل، نفي كل خلل، وكان ذلك مما يقتضي شدة أسفه ﷺ على المتخلفين كما هو من مضمون:﴿وَقَالَ الرَّسُولُ يَا رَبِّ إِنَّ قَوْمِي اتَّخَذُوا هَذَا الْقُرْآنَ مَهْجُورًا ۝٣٠﴾ [الفرقان:30]، وذلك لما عنده ﷺ من مزيد الشفقة، وعظيم الرحمة، قال تعالى في سورة الشعراء يسليه، ويزيل من أسفه ويعزيه، على سبيل الاستئناف، مشيراً إلى أنه لا نقص في إنذاره ولا في كتابه الذي ينذر به يكون سبباً لوقوفهم عن الإيمان، وإنما السبب في ذلك محض إرادة الله تعالى:﴿لَعَلَّكَ بَاخِعٌ نَفْسَكَ أَلَّا يَكُونُوا مُؤْمِنِينَ ۝٣﴾ [الشعراء:3]، أي مهلكها غمّاً.[18]
2. سورة الشعراء فصلت ما أُشير إليه في سورة الفرقان من قصص الأنبياء، وكما كانت سورة الفرقان تسلية للرسول ﷺ، كانت سورة الشعراء كذلك.[21]

## مقاصد سورة الفرقان
1. إثبات صدق القرآن وصحة الرسالة المحمدية، وتأكيد عقيدة الإيمان بالبعث والجزاء، والرد على مقالات المشركين وجهالاتهم في ذلك.[3]
2. بيان شؤم مصير بعض المشركين كعقبة بن أبي معيط الذي عرف الحق ثم ارتدّ عنه، فسمّاه القرآن بالظالم:﴿وَيَوْمَ يَعَضُّ الظَّالِمُ عَلَى يَدَيْهِ﴾ [الفرقان:27] متأثرا بصديقه الذي سمي بالشيطان وهو أبيّ بن خلف.[20]
3. الاستدلال على وحدانية الله، وتفرده بالخلق، وتنزيهه عن أن يكون له ولد أو شريك، وإبطال إلاهية الأصنام، وإبطال ما زعموه من بنوة الملائكة لله.[10]
4. إثبات الأدلة على قدرة الله  ووحدانيته وعجائب صنعه، وآثار خلقه مما في الكون البديع من عجائب صنعه، ومما في الأرض من آثار خلقه للإنسان والبحر، وخلق السماوات والأرض في ستة أيام، وإنزال الأمطار وإرسال الرياح وجعل البروج في السماء، وتعاقب الليل والنهار.[2]
5. بيان صفات عباد الرحمن، حيث تذكر الآداب العالية، والأخلاق الفاضلة التي تحلوا بها، فاستحقوا أن يُضافوا إلى الرحمن لزيادة منزلتهم.[3]

## موضوعات سورة الفرقان
الإهتمام بالعقيدة والتوحيد
هذه السورة كسائر السور المكية اهتمت في محتواها على أصول العقيدة من التوحيد والنبوة وأحوال القيامة، فقد احتوت على توحيد الله والحديث عن إثبات نبوة محمد ﷺ، وبيان صفاته، والرد على من أنكروا نبوته ﷺ.
صفات الإله الحق وعجز الآلهة المزيفة
بدأت سورة الفرقان بالحديث عن القرآن الذي جعله الله فرقانًا يحمل النذير للعاملين لكي يُسارعوا بالإيمان بالله وحده الذي له ما في السماوات وما في الأرض، وقد تضمنت الآيات تأكيدًا على أن الله تعالى واحد أحد لم يتخذ ولدًا ولم يكن له شريك في الملك، وأنه الخالق لكل شيء، ورغم ذلك فإن المشركين قد اتخذوا آلهة من المخلوقات لا يخلقون شيئًا ولا يملكون نفعًا ولا ضرًا. وذلك من قوله تعالى:﴿تَبَارَكَ الَّذِي نَزَّلَ الْفُرْقَانَ عَلَى عَبْدِهِ لِيَكُونَ لِلْعَالَمِينَ نَذِيرًا ۝١﴾ [الفرقان:1] إلى قوله تعالى: ﴿وَلَا يَمْلِكُونَ لِأَنْفُسِهِمْ ضَرًّا وَلَا نَفْعًا وَلَا يَمْلِكُونَ مَوْتًا وَلَا حَيَاةً وَلَا نُشُورًا﴾ [الفرقان:3].
أهوال يوم القيامة، وأن الحكم يومئذ لله وحده
ثم تحدثت عن أهوال يوم القيامة، وأن الحكم يومئذ لله وحده، وأن الظالم حينئذ يعض على يديه لعدم اتباعه الرسول، وإيثاره أهل الضلال عليه، ثم ذكرت أن المشركين قالوا: لماذا لم ينزل القرآن جملة واحدة، وأجابت بأنه أنزل على فترات لكي يثبته الله في فؤاده ﷺ لأنه كان أميا لا يقرأ ولا يكتب، ثم تحدثت عن إرسال موسى وهارون إلى فرعون وقومه، فلما كذبوهما دمرهم الله تدميرا، وتحدثت عن تكذيب قوم نوح وعاد وثمود وغيرهم لأنبيائهم، وأن الله أهلكهم بسبب تماديهم في تكذيب رسلهم.
شبهات المشركين حول القرآن وردها
تستعرض الآيات بعد ذلك الشبهات التي يختلقها المشركون حول القرآن حيث قالوا عنه أنه إفك افتراه النبي ﷺ بمعاونة آخرين، ويرد الله تلك الشبهات المنكرة، وذلك من قوله تعالى:﴿وَقَالَ الَّذِينَ كَفَرُوا إِنْ هَذَا إِلَّا إِفْكٌ افْتَرَاهُ﴾ [الفرقان:4] إلى قوله تعالى: ﴿قُلْ أَنْزَلَهُ الَّذِي يَعْلَمُ السِّرَّ فِي السَّمَاوَاتِ وَالْأَرْضِ إِنَّهُ كَانَ غَفُورًا رَحِيمًا ۝٦﴾ [الفرقان:6].
شبهات المشركين حول الرسول وردها
تضمنت الآيات بعض الشبهات التي يُثيرها المشركون حول الرسول ﷺ حيث قالوا عنه أنه ليس مُرسلًا من الله، وذلك لاعتقادهم بأنه إذا كان مرسلًا حقًا لجاء معه ملك ليُنذر الناس أو يلقي إليه كنز أو يكون من أصحاب الجنات، ورد الله سبحانه وتعالى على ذلك بأنه قادر على أن يجعل للنبي قصورًا وجنات تجري من تحتها الأنهار، وذلك من قوله تعالى:﴿وَقَالُوا مَالِ هَذَا الرَّسُولِ يَأْكُلُ الطَّعَامَ وَيَمْشِي فِي الْأَسْوَاقِ لَوْلَا أُنْزِلَ إِلَيْهِ مَلَكٌ فَيَكُونَ مَعَهُ نَذِيرًا ۝٧﴾ [الفرقان:7] إلى قوله تعالى:﴿تَبَارَكَ الَّذِي إِنْ شَاءَ جَعَلَ لَكَ خَيْرًا مِنْ ذَلِكَ جَنَّاتٍ تَجْرِي مِنْ تَحْتِهَا الْأَنْهَارُ وَيَجْعَلْ لَكَ قُصُورًا ۝١٠﴾ [الفرقان:10].
الآيات الكونية الدالة على قدرة الله واستحقاقه العبادة وحده
وتحدثت عن الآيات الكونية الدالة على قدرة الله واستحقاقه العبادة وحده، ثم بينت أنه تعالى أرسل البحرين، هذا عذب فرات، وهذا ملح أجاج، وجعل بينهما حاجزا، بحيث يؤدي كلاهما وظيفته في مصالح الإنسان والحيوان والنبات، وذكرت أنه تعالى خلق من ماء الزوجين بشرا، فجعل هذا البشر إما نسيبا وقريبا وإما صهرا، وكل ذلك دليل على قدرة الله ووحدانيته، ومع هذه الآيات يعبدون من دون الله ما لا ينفعهم ولا يضرهم وكان الكافر على ربه ظهيرا.
الدوافع الخفية وراء التكذيب
تُوضح الآيات الدوافع الخفية التي تدفع المشركين للتكذيب بالرسالة النبوية مع توضيح العذاب الذي أعده الله لهم نظير ذلك التكذيب والإنكار، فقد أعد الله لهم سعيرًا، وذلك من قوله تعالى:﴿بَلْ كَذَّبُوا بِالسَّاعَةِ وَأَعْتَدْنَا لِمَنْ كَذَّبَ بِالسَّاعَةِ سَعِيرًا ۝١١﴾ [الفرقان:11] إلى قوله تعالى:﴿فَقَدْ كَذَّبُوكُمْ بِمَا تَقُولُونَ فَمَا تَسْتَطِيعُونَ صَرْفًا وَلَا نَصْرًا وَمَنْ يَظْلِمْ مِنْكُمْ نُذِقْهُ عَذَابًا كَبِيرًا ۝١٩﴾ [الفرقان:19].
سنة الله في اختيار المرسلين وعادة المكذبين
تتحدث الآيات بعد ذلك عن سنة الله في اختياره للمرسلين وكونهم من البشر الذين يأكلون الطعام ويمشون في الأسواق، وعادة المكذبين في الاستكبار واقتراح نزول الملائكة للإنذار، وذلك من قوله تعالى:﴿وَمَا أَرْسَلْنَا قَبْلَكَ مِنَ الْمُرْسَلِينَ﴾ [الفرقان:20] إلى قوله تعالى: ﴿لَقَدْ أَضَلَّنِي عَنِ الذِّكْرِ بَعْدَ إِذْ جَاءَنِي وَكَانَ الشَّيْطَانُ لِلْإِنْسَانِ خَذُولًا ۝٢٩﴾ [الفرقان:29].
شكوى الرسول من قومه وتسليته
تتناول الآيات بعد ذلك شكوى الرسول من قومه المكذبين له والذين هجروا القرآن الكريم، ومن ثم تضمنت الآيات تسلية لقلب النبي ووعده بالنصر مثلما حدث مع الأنبياء السابقين مثل موسى ونوح وهود وصالح، وذلك من قوله تعالى:﴿وَقَالَ الرَّسُولُ يَا رَبِّ إِنَّ قَوْمِي اتَّخَذُوا هَذَا الْقُرْآنَ مَهْجُورًا ۝٣٠﴾ [الفرقان:30] إلى قوله تعالى:﴿وَلَقَدْ أَتَوْا عَلَى الْقَرْيَةِ الَّتِي أُمْطِرَتْ مَطَرَ السَّوْءِ أَفَلَمْ يَكُونُوا يَرَوْنَهَا بَلْ كَانُوا لَا يَرْجُونَ نُشُورًا ۝٤٠﴾ [الفرقان:40].
الاستهزاء والسخرية سلاح العاجز
ذكرت الآيات طرفاً من استهزاء المشركين وسخريتهم بالرسول ﷺ، فلم يقتصروا على تكذيبه فحسب، بل زادوا عليه بالاستهزاء والاحتقار، وتُوضح تلك الآيات عجز المشركين لأنهم لا يستطيعون الرد على ما جاءت به الرسالة؛ فاستعانوا بالسخرية لمواجهتها، وذلك من قوله تعالى:﴿وَإِذَا رَأَوْكَ إِنْ يَتَّخِذُونَكَ إِلَّا هُزُوًا أَهَذَا الَّذِي بَعَثَ اللَّهُ رَسُولًا ۝٤١﴾ [الفرقان:41]، إلى قوله تعالى:﴿أَمْ تَحْسَبُ أَنَّ أَكْثَرَهُمْ يَسْمَعُونَ أَوْ يَعْقِلُونَ إِنْ هُمْ إِلَّا كَالْأَنْعَامِ بَلْ هُمْ أَضَلُّ سَبِيلًا ۝٤٤﴾ [الفرقان:44].
الحقائق الكونية في القرآن من دلائل النبوة
اعتنت سورة الفرقان بالتأكيد على صحة النبوة وصدق الرسالة وذلك من خلال عرض بعض الحقائق الكونية التي تدل على قدرة الله تعالى ووحدانيته وآثار خلقه في الكون البديع، وذلك من قوله تعالى:﴿أَلَمْ تَرَ إِلَى رَبِّكَ كَيْفَ مَدَّ الظِّلَّ وَلَوْ شَاءَ لَجَعَلَهُ سَاكِنًا ثُمَّ جَعَلْنَا الشَّمْسَ عَلَيْهِ دَلِيلًا ۝٤٥﴾ [الفرقان:45]، إلى قوله تعالى:﴿وَيَعْبُدُونَ مِنْ دُونِ اللَّهِ مَا لَا يَنْفَعُهُمْ وَلَا يَضُرُّهُمْ وَكَانَ الْكَافِرُ عَلَى رَبِّهِ ظَهِيرًا ۝٥٥﴾ [الفرقان:55].
مهمة الرسول ونهجه في دعوة المعاندين
تؤكد الآيات بعد ذلك على أن مهمة الرسول تتمثل في التبليغ والتبشير والإنذار، وعليه أن يتبع منهج التوكل على الله في دعوته للمعاندين. وذلك من قوله تعالى:﴿وَمَا أَرْسَلْنَاكَ إِلَّا مُبَشِّرًا وَنَذِيرًا ۝٥٦﴾ [الفرقان:56]، إلى قوله تعالى:﴿وَهُوَ الَّذِي جَعَلَ اللَّيْلَ وَالنَّهَارَ خِلْفَةً لِمَنْ أَرَادَ أَنْ يَذَّكَّرَ أَوْ أَرَادَ شُكُورًا ۝٦٢﴾ [الفرقان:62].
ثمرات الرسالة الربانية
خُتمت موضوعات سورة الفرقان ببيان ثمرات الرسالة الربانية وذلك من خلال عرض صفات عباد الرحمن وما أكرمهم الله به من خصال حميدة استحقوا عليها عظيم الأجر في جنات النعيم خالدين فيها، وذلك من قوله تعالى:﴿وَعِبَادُ الرَّحْمَنِ الَّذِينَ يَمْشُونَ عَلَى الْأَرْضِ هَوْنًا وَإِذَا خَاطَبَهُمُ الْجَاهِلُونَ قَالُوا سَلَامًا ۝٦٣﴾ [الفرقان:63]، إلى قوله تعالى:﴿قُلْ مَا يَعْبَأُ بِكُمْ رَبِّي لَوْلَا دُعَاؤُكُمْ فَقَدْ كَذَّبْتُمْ فَسَوْفَ يَكُونُ لِزَامًا ۝٧٧﴾ [الفرقان:77].

## الناسخ والمنسوخ في السورة
سورة الفرقان نزلت بمكة، وفيها من المنسوخ ما يلي:
1. آيتان متلاصقتان وهما قوله تعالى ﴿وَالَّذِينَ لَا يَدْعُونَ مَعَ اللَّهِ إِلَهًا آخَرَ وَلَا يَقْتُلُونَ النَّفْسَ الَّتِي حَرَّمَ اللَّهُ إِلَّا بِالْحَقِّ وَلَا يَزْنُونَ وَمَنْ يَفْعَلْ ذَلِكَ يَلْقَ أَثَامًا ۝٦٨ يُضَاعَفْ لَهُ الْعَذَابُ يَوْمَ الْقِيَامَةِ وَيَخْلُدْ فِيهِ مُهَانًا ۝٦٩﴾ [الفرقان:68–69] ثم نسخها الله تعالى بالآستثناء، وقال: ﴿إِلَّا مَنْ تَابَ وَآمَنَ وَعَمِلَ عَمَلًا صَالِحًا فَأُولَئِكَ يُبَدِّلُ اللَّهُ سَيِّئَاتِهِمْ حَسَنَاتٍ وَكَانَ اللَّهُ غَفُورًا رَحِيمًا ۝٧٠﴾ [الفرقان:70].[23]
2. قوله تعالى: ﴿وَإِذَا خَاطَبَهُمُ الْجَاهِلُونَ قَالُوا سَلَامًا﴾ [الفرقان:63]، من العلماء من قال هذا منسوخ، وإنما كان هذا قبل أن يؤمر المسلمون بحرب المشركين، وليس سلاماً من التسليم، وإنما هو من التسلم، تقول العرب سلاماً، أي تسلماً منك وهو منصوب على أحد أمرين: يجوز أن يكون منصوباً بقالوا، ويجوز أن يكون مصدراً، وهذا قول سيبويه، وكلامه يدل على أن الآية عنده منسوخة، قال أبو جعفر: ولا نعلم لسيبويه كلاماً في معنى الناسخ والمنسوخ، إلا في هذه الآية.[24]
3. قوله تعالى:﴿أَفَأَنْتَ تَكُونُ عَلَيْهِ وَكِيلًا﴾ [الفرقان:43]، زعم الكلبي أنها منسوخة بآية السيف، وليس بصحيح، لأن المعنى: أفأنت تكون حفيظا عليه تحفظه من اتباع هواه؟ فليس للنسخ وجه.[25]

## اللغة والبلاغة في السورة

### اللغة في سورة الفرقان
(تَبارَكَ): تعالى وتعاظم وتكاثر خيره، من البركة: وهي كثرة الخير، ففي إنزال القرآن خير كثير من الله لعباده، ودلالة على تعاليه عنه وعلى كل شيء في صفاته وأفعاله، الْفُرْقانَ القرآن لأنه فرق بين الحق والباطل، وبين المحق والمبطل بإعجازه، أو لأنه فرّق وفصل بعضه عن بعض في الإنزال كما قال تعالى:﴿وَقُرْآنًا فَرَقْنَاهُ لِتَقْرَأَهُ عَلَى النَّاسِ عَلَى مُكْثٍ وَنَزَّلْنَاهُ تَنْزِيلًا ۝١٠٦﴾ [الإسراء:106].
(الْفُرْقانَ): القرآن لأنه فرق بين الحق والباطل وقيل لأنه نزل مفرقا في أوقات كثيرة وفي المصباح: «فرقت بين الشيئين فرقا من باب قتل فصلت أبعاضه وفرقت بين الحق والباطل، فصلت أيضا.
(أَساطِيرُ الْأَوَّلِينَ): أكاذيب المتقدمين التي سطروها وهو جمع أسطورة أو أسطار، اكْتَتَبَها انتسخها من ذلك القوم، بأن كتبها بنفسه أو استكتبها وأمر بكتابتها، تُمْلى عَلَيْهِ تقرأ عليه ليحفظها، بُكْرَةً وَأَصِيلًا غدوة وعشية، أو صباحا ومساء، والمراد: دائما.
(مُقَرَّنِينَ): من قرنه بتشديد الراء جمّعه وشدده يقال قرّنت الأسارى في الحبال وفعله الثلاثي قرن يقرن من باب ضرب يضرب قرنا الشيء بالشيء شده به ووصل اليه، وقرن الثورين جعلهما في نير واحد، وقرن البعيرين جمعهما في حبل، وهي في قوله تعالى: «مقرنين» تفيد شيئين: التصفيد أي تقييد الأرجل وجمع الأيدي والأعناق بالسلاسل.
(ثُبُوراً): هلاكاً يقال: ثبره الله: أهلكه هلاكا دائما لا ينتعش بعده ومن ثم يدعو أهل النار: وا ثبوراه، وما ثبرك عن حاجتك: ما ثبطك؟ وهذا مشبر فلانة: لمكان ولادتها حيث يثبرها النفاس.
(بُوراً): البور بضم الباء: الفاسد الذي لا خير فيه، يقال امرأة بور وقوم بور يوصف به الواحد والجمع، والبور من الأرض ما لم يزرع ويجوز أن يكون جمع بائر كعائذ وعوذ.
(حِجْراً مَحْجُوراً): ذكرهما سيبويه في باب المصادر غير المتصرفة المنصوبة بأفعال متروك إظهارها نحو معاذ الله وقعدك الله وعمرك الله وهذه كلمة كانوا يتكلمون بها عند لقاء عدو موتور أو هجوم نازلة أو نحو ذلك يضعونها موضع الاستعاذة.
(هَباءً): الهباء قال في القاموس والتاج: الغبار ودقائق التراب ساطعة ومنثورة على وجه الأرض والقليلو العقول من الناس.

### البلاغة في سورة الفرقان
كناية: في قوله تعالى:﴿تَبَارَكَ الَّذِي نَزَّلَ الْفُرْقَانَ﴾ [الفرقان:1]: وظاهر قوله: أنه إخبار عن عظمة الله وتوفر كمالاته، فيكون المقصود به التعليم والإيقاظ، ويجوز مع ذلك أن يكون كناية عن إنشاء ثناء على الله تعالى أنشأ الله به ثناء على نفسه.
كنايتان بديعتان: في قوله تعالى ﴿وَقَالُوا مَالِ هَذَا الرَّسُولِ يَأْكُلُ الطَّعَامَ وَيَمْشِي فِي الْأَسْوَاقِ﴾ [الفرقان:7] كناية عن الحدث لأنه ملازم أكل الطعام، وقد مر تقريره مفصلا في سورة المائدة فجدد به عهدا، وفي يمشي في الأسواق كناية عن طلب المعاش، وانظر بعد هاتين الكنايتين البديعتين إلى حكاية خطراتهم الملتاثة وهواجسهم المحمومة كيف اقترحوا أولا بأن يكون ملكا الى اقتراح أن يكون إنسانا معه ملك حتى يتساندا في الإنذار والتخويف، ثم نزلوا أيضا فقالوا: وان لم يكن مرفودا بملك فليكن مرفودا بكنز يلقى اليه من السماء يستظهر به ولا يحتاج الى تحصيل المعاش، ثم نزلوا فاقتنعوا بأن يكون رجلا له بستان يأكل منه ويرتزق كما يرتزق المياسير، فانظر كيف صور خطرات النفس الملتاثة وحالات ترددها.
وضع الظاهر موضع المضمر: في قوله «وقال الظالمون» وضع الظاهر موضع الضمير وقد تقدمت الاشارة اليه مع أمثلته، فقد أراد بالظالمين إياهم بأعيانهم فهم القائلون الأولون، وإنما وضع المظهر موضع المضمر تسجيلا عليهم بوصف الظلم وتجاوز الحد.
شبه أعمال الكفار الحسنة بالهباء، ووجه الشبه قلّته وحقارته وعنده وانه لا ينتفع به، ثم أي هباء؟ انه قد يكون منتظما مع ضوء الشمس فإذا حركته الريح تطاير وذهب كل مذهب، ولذلك قال منثورا أي جامعا لحقارة الهباء والتناثر.
استعارة تمثيلية: ففي قوله تعالى:﴿سَمِعُوا لَهَا تَغَيُّظًا وَزَفِيرًا﴾ [الفرقان:12]، استعارة تمثيلية، شبه صوت غليانها بصوت المغتاظ وزفيره، لما فيهما من هياج واضطرام، وهو صوت يسمع من جوفه.
الكناية: في قوله «مستقر» و «مقيل»: فأما المستقر فهو اسم مكان من الاستقرار وهو المجلس الدائم لأهل الجنة يستقرون فيه ويقضون معظم أوقاتهم متقابلين يتحادثون ويتسامرون، وكنى به عن أحاديث العشايا والبكر التي يتبادلونها، وهي أحاديث كانت في الدنيا تدور بين المترفين وأصحاب النعيم واليسار، وكنى بالمقيل وهو وقت استراحة نصف النهار عن قضائهم وقت الاستجمام والاستراحة مع أزواجهم، وفي هذا المعنى سيأتي قوله ﴿إِنَّ أَصْحَابَ الْجَنَّةِ الْيَوْمَ فِي شُغُلٍ فَاكِهُونَ ۝٥٥ هُمْ وَأَزْوَاجُهُمْ فِي ظِلَالٍ عَلَى الْأَرَائِكِ مُتَّكِئُونَ ۝٥٦﴾ [يس:55–56] قيل في تفسير الشغل انه افتضاض الأبكار.
جناس اشتقاق: وهذا ظاهر في قوله تعالى: {أَرْسَلْنا الْمُرْسَلِينَ}: جناس اشتقاق، تَصْبِرُونَ بَصِيراً جناس ناقص، لتقديم بعض الحروف، وتأخير بعضها.

## القراءات لبعض الكلمات في السورة
في قوله تعالى: ﴿فَقَدْ جَاءُوا ظُلْمًا وَزُورًا﴾ [الفرقان:4]، (فقد جاءوا): قرأ نافع وابن كثير وابن ذكوان وعاصم بإظهار الدال عند الجيم، والباقون بالإدغام وأمال (جاءوا) ابن ذكوان وحمزة، وفتح الباقون، وإذا وقف حمزة سهل الهمزة مع المد والقصر، وله أيضا إبدالها واوا مع المد والقصر.
في قوله تعالى:﴿أَوْ تَكُونُ لَهُ جَنَّةٌ يَأْكُلُ مِنْهَا﴾ [الفرقان:8]: اختلف القرّاء في «يأكل»، فقرأ حمزة، والكسائي، وخلف العاشر «نأكل» بالنون الدالة على الجمع، والفاعل ضمير مستتر تقديره «نحن» يعود على «الواو» في قوله تعالى قبل:﴿وَقَالُوا مَالِ هَذَا الرَّسُولِ يَأْكُلُ الطَّعَامَ وَيَمْشِي فِي الْأَسْوَاقِ﴾ [الفرقان:7]، وقرأ الباقون «يأكل» بالياء التحتية، والفاعل ضمير مستتر تقديره «هو» يعود على «الرسول»، والمعنى: أنهم اقترحوا جنّة يأكل منها الرسول «محمد» ﷺ ودلّ على ذلك قولهم عنه:﴿لَوْلَا أُنْزِلَ إِلَيْهِ مَلَكٌ فَيَكُونَ مَعَهُ نَذِيرًا ۝٧ أَوْ يُلْقَى إِلَيْهِ كَنْزٌ﴾ [الفرقان:7–8].
وفي قوله تعالى:﴿وَنُزِّلَ الْمَلَائِكَةُ﴾ [الفرقان:25]: قرأ المكي بنونين، الأولى مضمومة، والثانية ساكنة مع تخفيف الزاي ورفع اللام ونصب الملائكة، وهي كذلك في المصحف المكي، والباقون بنون واحدة وتشديد الزاي وفتح اللام ورفع الملائكة، وكذلك هي في مصاحفهم، ولا خلاف بينهم في كسر الزاي.
وفي قوله تعالى:﴿أَرَأَيْتَ مَنِ اتَّخَذَ إِلَهَهُ هَوَاهُ﴾ [الفرقان:43]، (أرأيت)، قرأ نافع وأبو جعفر بتسهيل الثانية، وللأزرق أيضا إبدالها ألفاً مع المد المشبع، وقرأ الكسائي بحذفها، والباقون بالتحقيق.
وفي قوله تعالى:﴿أَنَسْجُدُ لِمَا تَأْمُرُنَا﴾ [الفرقان:60]، واختلفت القرّاء في قراءة ذلك، فقرأته عامة قرّاء المدينة والبصرة: (لِمَا تَأْمُرُنَا) بمعنى: أنسجد نحن يا محمد لما تأمرنا أنت أن نسجد له. وقرأته عامة قرّاء الكوفة "لمَا يَأْمُرُنا"بالياء، بمعنى: أنسجد لما يأمر الرحمن، وذكر بعضهم أن مُسيلمة كان يُدعى الرحمن، فلما قال لهم النبيّ ﷺ اسجدوا للرحمن، قالوا: أنسجد لما يأمرنا رحمن اليمامة؟ يعنون مُسَيلمة بالسجود له، قال أبو جعفر الطبري: والصواب من القول في ذلك، أنهما قراءتان مستفيضتان مشهورتان، قد قرأ بكل واحد منهما علماء من القرّاء، فبأيتهما قرأ القارئ فمصيب.

## الفوائد الفقهية في السورة
قوله تعالى: ﴿وَأَنْزَلْنَا مِنَ السَّمَاءِ مَاءً طَهُورًا﴾ [الفرقان:48]: فقوله تعالى: { مَاءً طَهُورًا}، يتطهر به، كما يقال: وضوء للماء الذي يتوضأ به، وكل طهور طاهر وليس كل طاهر طهورا. فالطهور (بفتح الطاء) الاسم. وكذلك الوضوء والوقود، وبالضم المصدر، وهذا هو المعروف في اللغة، قاله ابن الأنباري، فبين أن الماء المنزل من السماء طاهر في نفسه مطهر لغيره، فإن الطهور بناء مبالغة في طاهر، وهذه المبالغة اقتضت أن يكون طاهرا مطهرا، وإلى هذا ذهب الجمهور، وقيل: إن" طهورا" بمعنى طاهر، وهو قول أبي حنيفة، وتعلق بقوله تعالى:﴿وَسَقَاهُمْ رَبُّهُمْ شَرَابًا طَهُورًا﴾ [الإنسان:21]، يعنى طاهراً، "وأجمعت الأمة لغة وشريعة على أن وصف "طهور" مختص بالماء، ولا يتعدى إلى سائر المائعات، وهي طاهرة، فكان اقتصارهم بذلك على الماء أدل دليل على أن الطهور هو المطهر.

## المؤلفات في سورة الفرقان
1. البناء التربوي وآثاره في سورة الفرقان –دراسة موضوعية تطبيقية-، للباحث: مصعب مويى مسلم الحشاش، رسالة ماجستير في التفسير وعلوم القرآن بكلية أصول الدين في الجامعة الإسلامية بغزة، 2021م.
2. تفسير القرآن بالقراءات القرآنية العشر من خلال سور (النور –الفرقان- الشعراء- النمل)، للباحثة: هدى رشيد جاد الله، رسالة ماجستير بالجامعة الإسلامية بغزة، قسم التفسير وعلوم القرآن، 2006م.
3. القيم الأخلاقية في ضوء القرآن الكريم في سور الفرقان –دراسة موضوعية-، للباحث: عبد الغني جمال، وهي رسالة ماجستير بكلية الدراسات الإسلامية والعربية بجامعة شريف الإسلامية الحكومية –جاكرتا، 1441هـ-2020م.
4. سورتا النور والفرقان –دراسة أسلوبية في خصائص المدني والمكي، العنود سمير العتيبي، رسالة ماجستير بجامعة قطر، كلية الآداب والعلوم، قسم اللغة العربية وآدابها، 2023م.
5. اقتران المعنى بالقراءة القرآنية في سورة الفرقان، د. صلاح أبوالوفا العادلي همام، مجلة كلية الآداب بقنا، العدد (53)، المجلد الأول، يونيو 2021م .
6. المفاعيل في سورة الفرقان –دراسة وصفية تحليلية نحوية-، إعداد: الباحثة بهيَّة، رسالة الماجستير بالجامعة الإسلامية الحكومية مالانج، كلية العلوم الإنسانية والثقافة، شعبة اللغة العربية، 2008م.
7. البنية الفنية في سورة الفرقان، د. عبد الحكيم عبد الله، مجلة جامعة الأزهر، 2019م.
8. البلاغة والأسلوب في سورة الفرقان، د. فوزي خليل، كلية اللغة العربية – جامعة الأزهر، 2021م.

## وصلات خارجية
- سورة الفرقان: تجويد - تفسير - موقع Altafsir.com